# Kim Seo-hyung
Kim Seo Hyung (sinh ngày 28 tháng 10 năm 1973) là một nữ diễn viên nổi tiếng người Hàn Quốc. Cô được biết đến với vai diễn Shin Ae-ri trong bộ phim của đài SBS Sự quyến rũ của người vợ và vai cô giáo Kim Yoo Young trong bộ phim truyền hình JTBC Lâu đài tham vọng. Cô đã nhận được đề cử giải thưởng Nữ diễn viên chính xuất sắc nhất tại Giải thưởng Nghệ thuật Baeksang lần thứ 55.
Năm 2014, cô đã giành được giải thưởng Nữ diễn viên chính xuất sắc nhất trong phim nói tiếng nước ngoài tại Liên hoan phim Quốc tế Madrid lần thứ 3 nhờ vai diễn Jung Sook trong bộ phim Xuân muộn. Cô cũng thu hút được sự chú ý của quốc tế nhờ vai diễn trong Ác nữ báo thù được công chiếu lần đầu trên thế giới tại Liên hoan phim Cannes lần thứ 70 vào tháng 5 năm 2017.

## Bối cảnh
Cô sinh ra ở Gangneung, tỉnh Gangwon, là con gái thứ hai trong một gia đình có một con trai và hai con gái. Sau tham gia Hoa Hậu Gangwon năm 1992, cô xuất hiện lần đầu với tư cách là một tài năng trong đợt tuyển dụng mở rộng lần thứ 16 của đài KBS vào năm 1994. Cô nổi tiếng với hình tượng nữ sinh trong nhiều bộ phim điện ảnh và phim truyền hình, và là một diễn viên chủ yếu đóng những vai chính diện.
Trước khi xuất hiện trong Sự quyến rũ của người vợ của nhà văn Kim Soon Ok, hình ảnh của Kim Seo Hyung là một người phụ nữ lôi cuốn trong cả phim truyền hình và điện ảnh. Với chiều cao 1m68, bờ vai rộng ấn tượng và thân hình hoàn hảo và chất giọng tốt ở quãng trung trầm, và phát âm rất rõ ràng nên cô ấy thể hiện rất tốt vai nữ chính.

## Giáo dục
- Trường tiểu học Okcheon [1]
- Trường trung học nữ sinh Gangneung[2]
- Trường trung học Gyeongpo[3]
- Đại học Gangneung Yeongdong[4]

## Phim đã tham gia

### Phim điện ảnh
| Năm  | Tên phim bằng tiếng Việt                                  | Tên phim bằng tiếng Anh             | Tên phim bằng tiếng Hàn                   | Vai diễn                      |
| ---- | --------------------------------------------------------- | ----------------------------------- | ----------------------------------------- | ----------------------------- |
| 2000 | Kỷ lục                                                    | The Record                          | 찍히면 죽는다                             | Cô giáo                       |
| 2001 | Hôn anh nhiều                                             | Kiss Me Much                        | 베사메무쵸                                | Cô giáo Ballet                |
| 2002 |                                                           | Over the Rainbow                    | 오버 더 레인보우                          | Kyung Hee                     |
| 2002 | Cực phẩm xứng đôi                                         | A Perfect Match                     | 좋은 사람 있으면 소개시켜 줘              | Lee Kang Hhyun                |
| 2005 | Câu chuyện kỳ lạ ở trường nữ sinh cấp 3 phần 4: Giọng nói | Whispering Corridors 4: Voice       | 여고괴담 4: 목소리                        | Hee Yeon                      |
| 2006 | Thành phố bạo lực                                         | The City of Violence                | 짝패                                      | Jang Mi Ran                   |
| 2006 | Tầng Cấm                                                  | Forbidden Floor                     | 어느날 갑자기 두 번째 이야기 - 네 번째 층 | Chae Min Young                |
| 2007 | Căn nhà tối                                               | Black House                         | 검은 집                                   | Jang Mi Na                    |
| 2010 | Giấc mơ chân trần                                         | A Barefoot Dream                    | 맨발의 꿈                                 | Yu Bo Hyeon                   |
| 2010 | Hiểm nguy cận kề                                          | Enemy at the Dead End               | 죽이고 싶은                               | Cục trưởng Baek               |
| 2012 | Ngày khải huyền                                           | Doomsday Book                       | 인류멸망보고서                            | Min Yoo Ni                    |
| 2012 |                                                           | Wedding Ceremony                    | 웨딩 세레모니                             | Người phụ nữ                  |
| 2013 | Hồ sơ Berlin                                              | The Berlin File                     | 베를린                                    | Thư ký đại sứ quán Triều Tiên |
| 2013 |                                                           | Shorts Meet Shorts                  | 소설, 영화와 만나다                       | Mi ạ ung                      |
| 2014 | Xuân muộn                                                 | Late Spring                         | 봄                                        | Jung Sook                     |
| 2017 | Ác nữ báo thù                                             | The Villainess                      | 악녀                                      | Kwon Sook                     |
| 2020 | Quý ông sở thú                                            | Mr. Zoo: The Missing VIP            | 미스터 주: 사라진 VIP                     | Min Soo Hee                   |
| 2021 | Hành lang thì thầm 6: Tiếng ồn ào                         | Whispering Corridors 6: The Humming | 여고괴담 리부트: 모교                     | Noh Eun Hee                   |

### Phim truyền hình
| Năm  | Tên phim bằng tiếng Việt     | Tên phim bằng tiếng Anh                  | Tên phim bằng tiếng Hàn       | Vai diễn                                                  |
| ---- | ---------------------------- | ---------------------------------------- | ----------------------------- | --------------------------------------------------------- |
| 1994 | Ngày mai là tình yêu         | Tomorrow's Love                          | 내일은 사랑                   |                                                           |
| 1994 |                              | Daughters of a Rich Family               | 딸부잣집                      |                                                           |
| 1995 |                              | Blue Sky                                 |                               |                                                           |
| 1995 |                              |                                          | 창공                          | Trung úy Kim - Sĩ quan điều dưỡng tại Học viện Không quân |
| 1995 |                              | New Generation Report: Adults Don't Know | 신세대 보고 - 어른들은 몰라요 |                                                           |
| 1996 |                              | Start                                    | 스타트                        |                                                           |
| 1996 |                              | 머나먼 나라                              |                               |                                                           |
| 1997 |                              |                                          | 행복한 아침                   |                                                           |
| 1997 |                              | STAR                                     | 스타                          |                                                           |
| 1997 |                              | 질주                                     |                               |                                                           |
| 1997 | Tình yêu vẫy gọi             | When She Beckon                          | 그대 나를 부를 때             |                                                           |
| 1997 |                              | 모정의 강                                |                               |                                                           |
| 1998 |                              |                                          | 너와 나의 노래                |                                                           |
| 1998 |                              | 킬리만자로의 표범                        |                               |                                                           |
| 1998 |                              | 바람처럼 파도처럼                        |                               |                                                           |
| 1998 |                              | 종이학                                   |                               |                                                           |
| 1999 |                              | You                                      | 종이학                        |                                                           |
| 2000 |                              | More Than Words Can Say                  | 좋은걸 어떡해                 |                                                           |
| 2001 |                              | Like Father, Unlike Son                  | 아버지처럼 살기 싫었어        |                                                           |
| 2002 |                              | Who's My Love                            | 내사랑 누굴까                 |                                                           |
| 2003 | Khó thở                      | Breathless                               | 나는 달린다                   | Yoon Yeo Joo                                              |
| 2004 | Những người đang yêu ở Paris | Lovers in Paris                          | 파리의 연인                   | Baek Seung Kyung                                          |
| 2004 |                              | Best Theater                             | 사랑, 비탈길에 서다           | Yoon Da Hee                                               |
| 2004 |                              | Drama City                               | 드라마 시티                   | Jae Kyung                                                 |
| 2005 | Cố lên Geum-soon             | Be Strong, Geum-soon!                    | 굳세어라 금순아               | Ha Seong Ran                                              |
| 2005 | Hoa Hồng xanh                | Green Rose                               | 그린로즈                      | Cha Yoo Ran                                               |
| 2007 | Số phận                      | Crossed fate                             | 연인이여                      | Ha Jae-in                                                 |
| 2008 | Sự quyến rũ của người vợ     | Temptation of Wife                       | 아내의 유혹                   | Shin Ae Ri                                                |
| 2010 | Cuộc đời lớn                 | Giant                                    | 자이언트                      | Yoo Kyung Ok                                              |
| 2012 | Chính phục cuộc đời          | History of a Salaryman                   | 샐러리맨 초한지               | Mo Ga Bi                                                  |
| 2012 | Gia đình chồng tôi           | My Husband Got a Family                  | 넝쿨째 굴러온 당신            | Chị gái của Chun Jae Yong                                 |
| 2012 |                              | What is Mom                              | 엄마가 뭐길래                 | Park Seo Hyung                                            |
| 2013 | Đội đặc nhiệm tuổi teen      | After School: Lucky or Not               | 방과 후 복불복                | Cafeteria Lady                                            |
| 2013 | Hoàng hậu Ki                 | Empress Ki                               | 기황후                        | Thái hậu Hwang (Budashiri)                                |
| 2014 | Hướng mới cuộc đời           | A New Leaf                               | 개과천선                      | Lee Seon Hee                                              |
| 2015 | Tranh giành quyền lực        | Assembly                                 | 어셈블리                      | Hong Chan Mi                                              |
| 2016 | Người vợ tốt                 | The Good Wife                            | 굿 와이프                     | Seo Myeong Hee                                            |
| 2018 | Nhà trọ Waikiki              | Welcome to Waikiki                       | 으라차차 와이키키             | Kim Hee Ja                                                |
| 2018 | Kẻ quyến rũ đại tài          | The Great Seducer                        | 위대한 유혹자                 | Myeong Mi Ri                                              |
| 2018 | Bước đến ôm em               | Come and Hug Me                          | 이리와 안아줘                 | Park Hee Young                                            |
| 2018 | Lâu đài trên không           | Sky Castle                               | SKY 캐슬                      | Kim Joo Young                                             |
| 2020 | Không một ai biết            | Nobody Knows                             | 아무도 모른다                 | Cha Young Jin                                             |
| 2021 | Sở hữu                       | Mine                                     | 마인:MINE                     | Jung Seo Hyun                                             |

## Đĩa nhạc
| Năm  | Tên bài hát                                | Ghi chú                                 |
| ---- | ------------------------------------------ | --------------------------------------- |
| 2009 | "In the Flower Garden (Shin Ae-ri Ballad)" | Bài hát từ Sự quyến rũ của người vợ OST |
| 2009 | "Can't Forgive (Shin Ae-ri Rock)"          | Bài hát từ Sự quyến rũ của người vợ OST |
| 2014 | "Spring"                                   | Xuân muộn OST                           |

## Giải thưởng
| Year | Giải thưởng                                                    | Đề cử                                                                                                  | Phim                     | Kết quả   |
| ---- | -------------------------------------------------------------- | --- | ------------------------ | --------- |
| 1992 | Hoa hậu Hàn Quốc                                               | Miss Samsung                                                                                           | —                        | Đoạt giải |
| 2009 | Giải thưởng phim truyền hình SBS                               | Giải thưởng xuất sắc, Nữ diễn viên chính trong phim truyền hình dài tập                                | Sự quyến rũ của người vợ | Đoạt giải |
| 2010 | Giải thưởng phim truyền hình SBS                               | Nữ diễn viên phụ xuất sắc nhất trong phim truyền hình về kế hoạch đặc biệt                             | Cuộc đời lớn             | Đề cử     |
| 2012 | Giải thưởng phim truyền hình SBS                               | Giải đặc biệt, Nữ diễn viên chính trong phim ngắn                                                      | Chính phục cuộc đời      | Đề cử     |
| 2014 | Liên hoan phim quốc tế Madrid lần thứ 3                        | Nữ diễn viên chính xuất sắc nhất trong phim nói tiếng nước ngoài                                       | Xuân muộn                | Đoạt giải |
| 2014 | Liên hoan phim quốc tế Milan lần thứ 14                        | Best Supporting Actress                                                                                | Xuân muộn                | Đề cử     |
| 2015 | Savings Day lần thứ 52                                         | Giải thưởng của Chủ tịch tài chính                                                                     | —                        | Đoạt giải |
| 2015 | Giải thưởng phim truyền hình KBS                               | Nữ phụ xuất sắc nhất                                                                                   | Tranh giành quyền lực    | Đoạt giải |
| 2017 | Giải thưởng Seoul lần thứ nhất                                 | Nữ phụ xuất sắc nhất (Film)                                                                            | Ác nữ báo thù            | Đề cử     |
| 2018 | Giải thưởng phim truyền hình MBC                               | Nữ diễn viên phụ xuất sắc nhất trong phim ngắn thứ Tư-thứ Năm                                          | Bước đến ôm em           | Đề cử     |
| 2019 | Giải thưởng nghệ thuật Baeksang lần thứ 55                     | Nữ diễn viên chính xuất sắc nhất (TV)                                                                  | Lâu đài trên không       | Đề cử     |
| 2019 | Giải thưởng Thương hiệu của năm                                | Nữ diễn viên của năm                                                                                   | Lâu đài trên không       | Đoạt giải |
| 2019 | Giải thưởng phim truyền hình Hàn Quốc lần thứ 12               | Giải thưởng Hot Star Trung Quốc                                                                        | Lâu đài trên không       | Đoạt giải |
| 2019 | Giải thưởng Văn hóa & Nghệ thuật Đại chúng Hàn Quốc lần thứ 10 | Khen thưởng của Thủ tướng Chính phủ                                                                    | Lâu đài trên không       | Đoạt giải |
| 2020 | Giải thưởng Truyền hình Châu Á lần thứ 24                      | Nữ diễn viên chính xuất sắc nhất trong vai phụ                                                         | Lâu đài trên không       | Đề cử     |
| 2020 | Giải thưởng phim truyền hình SBS                               | Giải thưởng xuất sắc hàng đầu, Nữ diễn viên chính trong phim truyền hình hành động trong phim ngắn thứ | Không một ai biết        | Đoạt giải |